# 30 Rock (2.ª temporada)
A segunda temporada de 30 Rock, estreou em 4 de Outubro de 2007, com um hiato que ocorreu após o décimo episódio devido à Greve de escritores de 2007-2008 do Writers Guild of America. A temporada prosseguiu em 10 de Abril de 2008 e o quinto episódio transmitido após a greve ficou como o season finale da temporada em 8 de Maio de 2008. 30 Rock acontece nos bastidores de um show fictício de comédia quevai ao ar na NBC. O nome refere-se a 30 Rockefeller Plaza, o endereço do GE Building, onde os NBC Studios se localizam. O show estrela Tina Fey como a escritora chefe Liz Lemon.
Em uma temporada mais curta por causa da greve de 2007-2008 do Writers Guild of America, os quinze episódios da temporada, inicialmente exibidos como parte do programa da NBC Comedy Night Done Right. O box set em DVD da temporada de 30 Rock, foi lançado na Região 1 em 7 de Outubro de 2008 e posteriormente lançado nas regiões 2 e 4.

## Produção

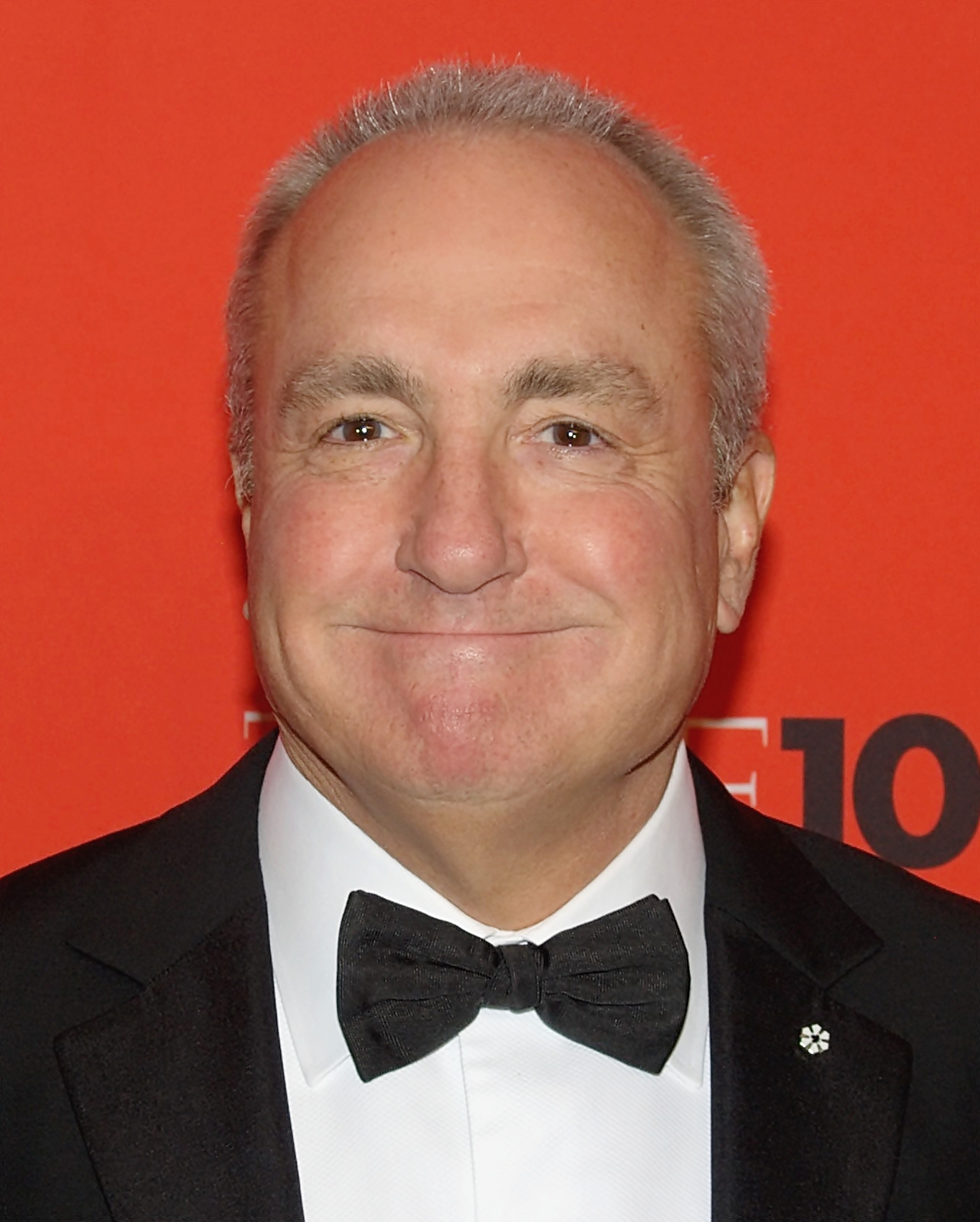
Lorne Michaels foi um dos produtores executivos da temporada.

A temporada foi produzida pela Broadway Video, Little Stranger e NBC Universal e foi ao ar na NBC, uma rede de televisão terrestre nos EUA. Os produtores executivos foram a criadora Tina Fey, Lorne Michaels, Joann Alfano, Marci Klein, David Miner e Robert Carlock com Jack Burditt e John Riggi actuando como co-produtores executivos. Os produtores para a temporada foram o compositor de música Jeff Richmond, Matt Hubbard e Don Scardino com Diana Schmidt, Margo A. Myers e Irene Burns actuando como co-produtoras.
Houve seis directores diferentes durante a temporada. Aqueles que dirigiram mais de um episódio foram Don Scardino, Michael Engler e Beth McCarthy-Miller. Houve três directores que só dirigiram um episódio ao longo da temporada, nomeadamente, Richard Shepard, Kevin Rodney Sullivan e Gail Mancuso. Os principais escritores da temporada foram Tina Fey, Robert Carlock, Matt Hubbard, Jack Burditt e John Riggi, que todos escreveram ou co-escreveram pelo menos dois episódios. Jon Pollack, Kay Cannon, Ron Weiner, Tami Sagher, Donald Glover e Andrew Guest apenas escreveram ou co-escreveram, apenas um episódio.
Em Julho de 2007, Fey falou ao Philadelphia Daily News sobre a segunda temporada do show, explicando algumas mudanças que ela tinha em mente:
| “ | "Eu realmente gostaria de tentar viver no mundo dos personagens que criamos por um tempo. Nós tivemos um monte de estrelas convidadas no ano passado, mas eu também sinto que há muita coisa que poderíamos explorar com os personagens que nós temos. E eu gostaria de deixar um pequeno espaço para respirar no show, para deixar os espectadores se actualizarem um pouco. Eu sinto que às vezes era um pouco denso, o show do ano passado. De certa forma, [era] a única coisa que fez Arrested Development tão grande, mas me pergunto se vai ajudar novos espectadores a virem para o show já que ele é um pouco menos cheio." | ” |

A temporada foi fortemente afectada pela greve de 2007-2008 do Writers Guild of America, que começou em 5 de Novembro de 2007 e terminou em 12 de Fevereiro de 2008. Os responsáveis pela temporada, Tina Fey e Robert Carlock, publicamente se comprometeram a honrar a greve e não pedir seus escritores para fazer o contrário. Como resultado, apenas 15 episódios dos 22 episódios encomendados puderam ser produzidos.

## Elenco
A segunda temporada teve um elenco de dez actores que receberam o nome na abertura. Tina Fey interpretou Liz Lemon, a escritora principala de uma comédia fictícia exibida ao vivo chamada TGS with Tracy Jordan (vulgarmente conhecida apenas como TGS). O elenco do TGS é composto por três actores. O actor principal é a estrela de cinema de língua solta Tracy Jordan, interpretado por Tracy Morgan. As co-estrelas são a densa Jenna Maroney, interpretada por Jane Krakowski, bem como o lúdico Josh Girard, que é também um escritor do TGS, interpretado por Lonny Ross. Jack McBrayer interpretou o ingênuo Kenneth Parcell. Scott Adsit actuou como o sábio produtor espirituoso do TGS, Pete Hornberger. Judah Friedlander interpretou o rabugento usuário de bonés desgastados, e escritor do TGS, Frank Rossitano. Alec Baldwin interpretou o executivo da NBC, Jack Donaghy. O título corporativo completo de Donaghy para a maioria da temporada é "Chefe da Televisão da Costa Leste e da Programação de microondas". Keith Powell interpretou o ex-aluno da Universidade de Harvard, e escritor do TGS, Toofer Spurlock. Katrina Bowden actuou como a assistente dos escritores, Cerie Xerox. O elenco também inclui alguns personagens recorrentes, incluindo Maulik Pancholy como Jonathan, Grizz Chapman como Grizz Griswold, Kevin Brown como Dot Com Slattery, John Lutz como J.D. Lutz, e Chris Parnell como Dr. Leo Spaceman.

## Recepção

### Recepção crítica

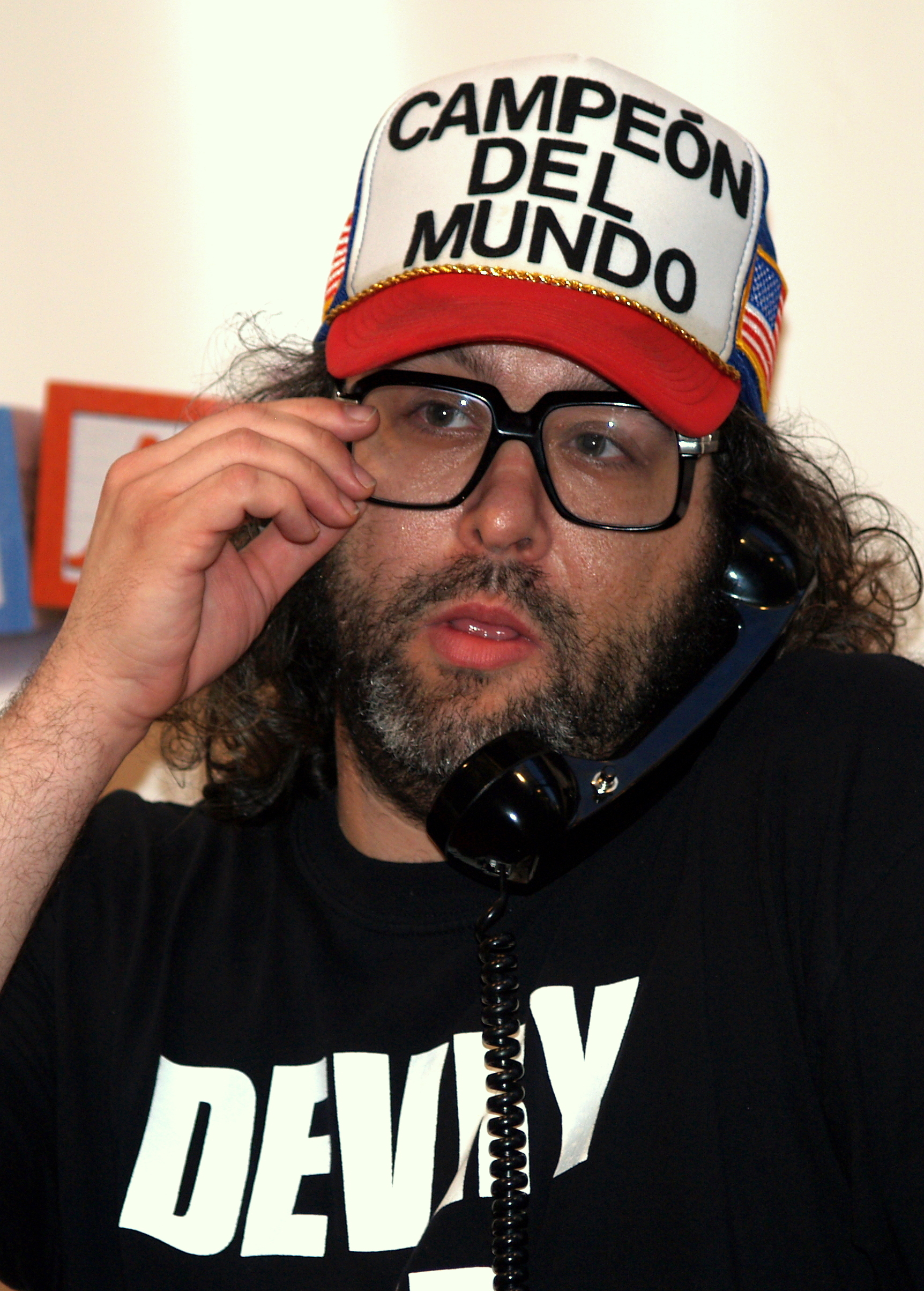
Judah Friedlander interpretou o personagem Frank Rossitano.

Em sua revisão da temporada, Robert Canning da IGN disse que esta temporada foi "inteligente, engraçada e bem divertida." Ele também elogiou muitas das estrelas convidadas que apareceram durante a temporada. Em relação ao elenco principal, Canning escreveu que "os regulares pareciam elevar de seu jogo nesta segunda temporada", particularmente elogiando o retrato enigmático de Liz Lemon, chamando-a de "o coração do show." Canning classificou a temporada com 8,9 de 10 estrelas (). John Kubicek do BuddyTV sentiu que a série "tinha aprendido com seus erros e agora sabe o que funciona e o que não funciona". Ele elogiou o elenco principal, e também pensou que o elenco de apoio foi refinado. Kubicek gostou de Tracy fazendo par com Kenneth e da subparcela de Jenna, como ele sentiu que a actriz Krakowski foi o elo mais fraco da primeira temporada. Alistair Harkness do The Scotsman descreveu a temporada como "hilariante e absurda", e escreveu que "a personalidade de cada personagem está à frente de uma maneira não vista desde o auge de Seinfeld". Harkness disse que a escrita foi acentuada e as piadas foram magníficas, "com bastante diálogo citável", mas se sentiu que "o que é realmente animador é que é o elenco regular que realiza a comédia".

### Avaliações
A estréia da temporada "SeinfeldVision", teve 7,33 milhões de espectadores americanos, a colocando em terceiro lugar em seu horário de 20:30 EST. Em 13 de Dezembro de 2007, "Episode 209", exibido às 21:00 EST foi visto por 5.6 espectadores. Ao voltar para seu horário de 20:30 EST em 10 de Janeiro de 2008, o episódio que foi ao ar, "Episódio 210", foi visto por 6.0 espectadores. 30 Rock foi transferido para as 21:30 EST em 24 de Abril de 2007 e começou a ser exibida após The Office. A primeira exibição da temporada as 21:30 EST recebeu 5,52 milhões de telespectadores. Na semana seguinte, a mais baixa classificação da temporada, "Sandwich Day", foi ao ar. O episódio foi visto por 5.4 milhões de espectadores. O final da temporada, "Cooter", que foi ao ar em 8 de Maio de 2008, foi vista por 5.6 milhões de espectadores. A média da segunda temporada foi de 6.4 milhões de espectadores para os 15 episódios, excluindo as emissões de repetição.

### Prémios
Tina Fey teve um Golden Globe Award, na categoria de Melhor Actriz em Série de Televisão - Musical ou Comédia por seu papel de Liz Lemon. Tanto Fey e Alec Baldwin receberam Screen Actors Guild Awards, nas categorias de Melhor Performance de uma Actriz numa Série de Comédia e Melhor Performance de um Actor numa Série de Comédia, respectivamente. A temporada também recebeu um Writers Guild of America Award para Melhor Série de Comédia, bem como um Prémio Danny Thomas para Produtor do Ano numa Série Episódica de Comédia do Producers Guild of America. 30 Rock recebeu 17 indicações ao Emmy, pela sua segunda temporada, o que significa que foi a segunda série mais nomeada do ano. Essas 17 nomeações quebraram o recorde de maior número de nomeações para uma série de comédia, o que significa que 30 Rock foi a série de comédia mais indicada para qualquer Emmy individual. O detentor anterior do recorde foi The Larry Sanders Show, em 1996, com 16 nomeações. 30 Rock também ganhou o Television Critics Association Award para Melhor Realização em Comédia. A série também recebeu um George Foster Peabody Award durante a sua segunda temporada.

## Horário
Durante sua segunda temporada, 30 Rock mudou de horário três vezes. Todos os episódios foram exibidos em uma quinta-feira, mas com os oito primeiros episódios sendo exibidos as 20:30 EST, o nono episódio sendo exibido às 21:00 EST, os episódios dez, onze e doze sendo exibidos às 20:30 EST, e os três últimos episódios sendo exibidos às 21:30 EST.

## Episódios
| N.º (série) | N.º (temp.) | Título                  | Realizador(a)         | Argumentista(s)                | Transmissão original   | Cod. de produção | Telespectadores (em milhões) |
| --- | ----------- | ----------------------- | --------------------- | ------------------------------ | ---------------------- | ---------------- | ---------------------------- |
| 22 | 1           | "SeinfeldVision"        | Don Scardino          | Tina Fey                       | 4 de Outubro de 2007   | 201              | 7,30                         |
| Jack inventa "SeinfeldVision", que insere digitalmente Jerry Seinfeld em cada programa da NBC e Jenna retorna do hiato de excesso de peso devido ao seu papel em Mystic Pizza: The Musical. A esposa de Tracy, Angie Jordan (Sherri Shepherd) chuta Tracy para fora da casa, levando Kenneth a se tornar sua "esposa de escritório". |             |                         |                       |                                |                        |                  |                              |
| 23 | 2           | "Jack Gets in the Game" | Michael Engler        | Robert Carlock                 | 11 de Outubro de 2007  | 202              | 6,60                         |
| Jack ouve que Don Geiss (Rip Torn) pode se aposentar e concorre com Devon Banks (Will Arnett) para ser o sucessor de Geiss. Enquanto isso, Jenna começa a desfrutar da fama de ser gorda e Kenneth tenta fazer com que Tracy e Angie se junte, novamente. |             |                         |                       |                                |                        |                  |                              |
| 24 | 3           | "The Collection"        | Don Scardino          | Matt Hubbard                   | 18 de Outubro de 2007  | 203              | 6,20                         |
| Jack contrata um detective particular, chamado Len (Steve Buscemi), para descobrir toda a sujeira da General Electric (GE) que pode cair em cima dele. Angie decide que ela vai estar com Tracy cada momento para mantê-lo longe de problemas e Jenna fica chateada ao descobrir que ela começou a perder peso. |             |                         |                       |                                |                        |                  |                              |
| 25 | 4           | "Rosemary's Baby"       | Michael Engler        | Jack Burditt                   | 25 de Outubro de 2007  | 204              | 6,50                         |
| Liz encontra seu ídolo de infância, a escritora de comédia Rosemary Howard (Carrie Fisher), apenas para descobrir que Rosemary é uma mulher solitária ainda agarrando uma mentalidade de 1970. Jack ajuda Tracy com algumas questões não resolvidas em uma sessão de terapia e Kenneth é forçado a competir para manter seu emprego. |             |                         |                       |                                |                        |                  |                              |
| 26 | 5           | "Greenzo"               | Don Scardino          | Jon Pollack                    | 8 de Novembro de 2007  | 205              | 6,60                         |
| Jack apresenta a mascote ambiental da NBC, Greenzo (David Schwimmer). A personalidade amigável de Greenzo fica descontrolada ao redor dos gabinetes do TGS, bem como no The Today Show. Além disso, Kenneth está planeando uma festa em casa. Sabendo que ninguém quer ir, Tracy espalha um boato sobre a festa. Enquanto isso, Pete se reconecta com sua esposa, Paula Hornberger (Paula Pell). |             |                         |                       |                                |                        |                  |                              |
| 27 | 6           | "Somebody to Love"      | Beth McCarthy-Miller  | Tina Fey & Kay Cannon          | 15 de Novembro de 2007 | 206              | 5,80                         |
| Jack se apaixona por uma congressista democrata nomeada Celeste C. Cuningham (Edie Falco), Liz acha que seu novo vizinho, Raheem (Fred Armisen), é um terrorista. |             |                         |                       |                                |                        |                  |                              |
| 28 | 7           | "Cougars"               | Michael Engler        | John Riggi                     | 29 de Novembro de 2007 | 207              | 6,40                         |
| Liz vai a um encontro com um rapaz de entrega de café com 20 anos, Jamie (Val Emmich), enquanto Tracy tem que treinar basebol a uma equipa. Jack tem um interesse especial na equipa e enche-a com presentes. Jack despede Tracy como treinador e substitui-o com Kenneth. Os jogadores então se revoltam. |             |                         |                       |                                |                        |                  |                              |
| 29 | 8           | "Secrets and Lies"      | Michael Engler        | Ron Weiner                     | 6 de Dezembro de 2007  | 208              | 5,80                         |
| Jack fica relutante quando Celeste "C.C." Cunningham deseja ir a público com seu relacionamento. Jenna fica irritada quando ela acha que Liz permite Tracy fazer o que quiser. Frank e Toofer disputam sobre o status de Toofer como aluno de Harvard. |             |                         |                       |                                |                        |                  |                              |
| 30 | 9           | "Ludachristmas"         | Don Scardino          | Tami Sagher                    | 13 de Dezembro de 2007 | 209              | 5,60                         |
| A família de Liz visita-a para as festas e a mãe de Jack, Colleen Donaghy (Elaine Stritch), também o visita. O elenco e escritores do TGS, prepara-se para ir à festa anual deles chamada Ludachristmas. Tracy é ordenado por um tribunal a usar um dispositivo de monitorização de álcool. |             |                         |                       |                                |                        |                  |                              |
| 31 | 10          | "Episódio 210"          | Richard Shepard       | Robert Carlock & Donald Glover | 10 de Janeiro de 2008  | 210              | 6,00                         |
| Jack encontra um executivo de TV alemã que está planeando comprar uma grande rede de TV a cabo. Jack dá aconselhamento financeiro a Liz, o que a motiva a investir em alguns imóveis, mas ela deve comparecer perante um conselho de cooperativa para comprar o apartamento que ela quer. Jack e CC continuam seu relacionamento de longa distância. Tracy compra uma máquina de cappuccino para a TGS, que ele coloca na mesa de Kenneth, como resultado, Kenneth fica viciado em café. |             |                         |                       |                                |                        |                  |                              |
| 32 | 11          | "MILF Island"           | Kevin Rodney Sullivan | Tina Fey & Matt Hubbard        | 10 de Abril de 2008    | 212              | 5,70                         |
| Um membro da equipa do TGS diz ao The New York Post que Jack é um "Idiota de Classe A", já que o reality show que ele desenvolveu durante o verão, MILF Island, chega ao seu fim. Jack confina os escritores para tentarem fazer com que a pessoa que disse isso, se confesse. |             |                         |                       |                                |                        |                  |                              |
| 33 | 12          | "Subway Hero"           | Don Scardino          | Jack Burditt & Robert Carlock  | 17 de Abril de 2008    | 211              | 6,40                         |
| Quando Dennis Duffy (Dean Winters), ex-namorado de Liz, torna-se a mais recente celebridade local de Nova Iorque, Jack faz com que ele apareça no TGS. Dennis tenta ganhar Liz de volta em sua vida. Enquanto isso, Jack quer encontrar uma celebridade jovem republicana a aparecer em uma angariação de fundos de John McCain. Jack só consegue arranjar Bucky Bright (Tim Conway), uma estrela de TV dos anos 1940 e 1950. Quando Jack o rejeita, ele se torna amigo de Kenneth, que acontece ser um fã. Em vez de Bucky, Jack tenta convencer Tracy a se tornar a celebridade do Partido Republicano. |             |                         |                       |                                |                        |                  |                              |
| 34 | 13          | "Succession"            | Gail Mancuso          | Andrew Guest & John Riggi      | 24 de Abril de 2008    | 213              | 5,52                         |
| Don Geiss nomeia Jack, o novo presidente da General Electric sobre o rival de Jack, Devon Banks. Jack então nomeia Liz como sua sucessora, como "vice-presidente da Televisão da Costa Leste e da Programação de microondas", porque ela "sempre o protege". Enquanto Liz tenta se adaptar à vida empresarial, a saúde de Geiss coloca a promoção de Jack em perigo. Enquanto isso, Tracy, zangado por o seu filho não convidá-lo para o Dia da Escola de Trazer o Pai, decide deixar um legado para seus filhos, criando um jogo pornográfico.                                                           |             |                         |                       |                                |                        |                  |                              |
| 35 | 14          | "Sandwich Day"          | Don Scardino          | Robert Carlock & Jack Burditt  | 1 de Maio de 2008      | 214              | 5,40                         |
| Liz recebe um telefonema de seu ex-namorado, Floyd DeBarber (Jason Sudeikis), pedindo um lugar para ficar; Tracy, Jenna e os escritores do TGS tentam obter um novo sanduíche para Liz; Jack reconsidera o seu futuro na General Electric. |             |                         |                       |                                |                        |                  |                              |
| 36 | 15          | "Cooter"                | Don Scardino          | Tina Fey                       | 8 de Maio de 2008      | 215              | 5,61                         |
| Jack consegue um emprego na política. Quando o trabalho não é o que ele esperava, ele faz um esquema com um outro funcionário do governo, Cooter (Matthew Broderick), para ser demitido. Jack também pede a ajuda de C.C., sua ex-namorada. Enquanto isso, Liz acha que ela pode estar grávida. Kenneth aspira a ser um paquete da NBC nas Olimpíadas de Pequim, mas Donny Lawson (Paul Scheer), o paquete chefe, não está disposto a deixar que isso aconteça. A invenção de Tracy está quase completa.                                                                                                  |             |                         |                       |                                |                        |                  |                              |